# Хав'єр Субільяга
Хав'єр Субільяга (ісп. Javier Zubillaga, нар. 12 серпня 1959, Логроньо) — іспанський футболіст, що грав на позиції півзахисника. По завершенні ігрової кар'єри — тренер.
Виступав за клуби «Реал Сосьєдад» та «Еспаньйол».
Чемпіон Іспанії. 

## Ігрова кар'єра
У дорослому футболі дебютував 1977 року виступами за «Сан-Себастьян», команду дублерів «Реал Сосьєдада», в якій провів чотири сезони, взявши участь у 62 матчах чемпіонату. Після цього з 1981 року почав залучатися до основної команди «Реал Сосьєдад», де відіграв наступні шість сезонів своєї ігрової кар'єри. У першому ж сезоні в основній команді став у її складі чемпіоном Іспанії, після чого виграв тогорічний Суперкубок країни. А в останньому сезоні в сан-себастьянській команді став володарем й національного кубка 1986/87.
1987 року перейшов до «Еспаньйола», за який відіграв 4 сезони. Завершив професійну кар'єру футболіста виступами за цю барселонську команду у 1991 році.

## Кар'єра тренера
Розпочав тренерську кар'єру, повернувшись до футболу після тривалої перерви, 2001 року, очоливши на наступний сезон тренерський штаб клубу «Реал Уніон». Згодом повертався до цієї команди протягом 2005–2007 років.
Останнім місцем тренерської роботи був клуб «Льєйда», головним тренером команди якого Хав'єр Субільяга був з 2007 по 2008 рік.

## Статистика виступів

### Статистика клубних виступів
| Сезон             | Команда           | Чемпіонат         | Чемпіонат | Чемпіонат |
| Сезон             | Команда           | Ліга              | Ігор      | Голів     |
| ----------------- | ----------------- | ----------------- | --------- | --------- |
| 1981–82           | «Реал Сосьєдад»   | ПД                | 8         | 6         |
| 1982–83           | «Реал Сосьєдад»   | ПД                | 18        | 1         |
| 1983–84           | «Реал Сосьєдад»   | ПД                | 9         | -         |
| 1984–85           | «Реал Сосьєдад»   | ПД                | 16        | 1         |
| 1985–86           | «Реал Сосьєдад»   | ПД                | 11        | 2         |
| 1986–87           | «Реал Сосьєдад»   | ПД                | 18        | 1         |
| 1987–88           | «Еспаньйол»       | ПД                | 27        | 2         |
| 1988–89           | «Еспаньйол»       | ПД                | 35        | -         |
| 1989–90           | «Еспаньйол»       | СД                | 14        | 2         |
| 1990–91           | «Еспаньйол»       | ПД                | 14        | -         |
| Усього за кар'єру | Усього за кар'єру | Усього за кар'єру | 226       | 9         |

## Титули і досягнення
- Чемпіон Іспанії (1):

«Реал Сосьєдад»: 1981/82
- Володар Чемпіон Іспанії (1):

«Реал Сосьєдад»: 1982
- Володар Кубка Іспанії (1):

«Реал Сосьєдад»: 1986/87